# Neoserica felschei
Neoserica felschei är en skalbaggsart som beskrevs av Brenske 1899. Neoserica felschei ingår i släktet Neoserica och familjen Melolonthidae. Inga underarter finns listade i Catalogue of Life.